# Schafschatz
Der Schafschatz war eine Viehsteuer, die in einigen Teilstaaten des Heiligen Römischen Reichs, aber auch in einigen anderen Ländern, seit dem 16. Jahrhundert von den Besitzern oder Haltern von Schafen an den Landesherrn zu entrichten war. Diese Schatzung war damit dem bereits mindestens seit 1304 in einigen Gegenden bekannten Kuhschatz vergleichbar, belastete aber durch die Anwendung auf Schafe auch die ärmere Landbevölkerung, die kein Großvieh besaß. Die Ritterschaft bzw. der Adel und auch die nicht zur Ritterschaft gehörenden Besitzer von Rittergütern zahlten nicht selten eine Pauschale, um das lästige Zählen ihrer Schafherden zu vermeiden.
Der Schafschatz wurde z. B. in der Landgrafschaft Hessen auf dem Landtag in Homberg (Efze) im Jahre 1538 eingeführt. In England wurde die Steuer vom Parlament im Jahre 1549 beschlossen.